# Eugenia sericifolia
Eugenia sericifolia är en myrtenväxtart som beskrevs av Maria Lucia Kawasaki och Bruce K. Holst. Eugenia sericifolia ingår i släktet Eugenia och familjen myrtenväxter.
Artens utbredningsområde är Ecuador. Inga underarter finns listade i Catalogue of Life.